# Rolfe (Iowa)
Rolfe is een plaats (city) in de Amerikaanse staat Iowa en valt bestuurlijk gezien onder Pocahontas County.

## Demografie
Bij de volkstelling in 2000 werd het aantal inwoners vastgesteld op 675. In 2006 is het aantal inwoners door het United States Census Bureau geschat op 600, een daling van 75 (-11,1%).

## Geografie
Volgens het United States Census Bureau beslaat de plaats een oppervlakte van 2,7 km², waarvan 2,7 km² land. Rolfe ligt op ongeveer 363 m boven zeeniveau.

## Plaatsen in de nabije omgeving
De onderstaande figuur toont nabijgelegen plaatsen in een straal van 16 km rond Rolfe.